# Аралова, Вера Ипполитовна
Вера Ипполитовна Аралова (Аралова-Паттерсон; род. 16 (29) мая 1911, Винница, Подольская губерния, Российская Империя — 26 августа 2001, США) — советский живописец, художник-график, сценограф, модельер. Участница многих выставок живописи, скульптуры, графики и декоративно-прикладного искусства. Член Союза художников СССР. Заслуженная художница РСФСР (1970). Произведения Веры Араловой находятся в ряде музейных собраний.

## Биография
Отец служил разведчиком в Первой Конной армии Будённого.
Выпускница Московского художественного училища памяти 1905 года (годы учёбы с 1926 по 1930).
С 1930 года работала в области театральной декорации. Оформляла спектакли для театров Москвы и других городов. Создала эскизы костюмов для кинофильма «Суд сумасшедших».
Она также писала картины, которые пользовались успехом. Став членом Художественного фонда, устраивала в СССР и за границей выставки художников — своих коллег. Среди знакомых и друзей Араловой было много известных и высокопоставленных людей. Одной из её ближайших подруг была Лиля Брик.
С 1948 года работала художницей-модельером Общесоюзного Дома моделей.
Являлась членом редколлегии модных журналов, выпускающихся при участии Общесоюзного Дома моделей, — «Журнал мод» и «Мода стран социализма». Работала в составе художественного совета, в 1970-е годы была главной художницей ОДМО. Автор статей о советской моде.
В 1956 году награждена золотой медалью на Международном конкурсе одежды в Варшаве. В 1959 году её идея продемонстрировать женские кожаные сапоги на молнии произвела фурор в Париже. Она одна из первых художников-модельеров Дома Моделей поехала представлять советскую коллекцию модной одежды на международной выставке. Модель высоких кожаных элегантных сапожек красного цвета, в которые была вшита молния (русские сапоги), не имела аналогов и произвела огромное впечатление на публику и организаторов выставки.
По воспоминаниям коллег по Дому моделей, Аралова очень хорошо относилась к молодым художникам-модельерам, поддерживала их. Старалась она помочь и манекенщицам, рекомендовала многих из них редакторам журналов мод, чтобы фотографии лучших советских моделей появлялись на страницах периодических изданий.
Знаменитую советскую манекенщицу Регину Збарскую в Дом моделей на Кузнецком мосту также привела Вера Аралова, увидев её на одной из светских вечеринок. Девушка привлекла Аралову своей «западной» красотой, и действительно, в СССР Збарская стала моделью номер один.
Муж — Ллойд Уолтон Паттерсон, с которым Вера познакомилась на вечеринке в Москве. Несмотря на то, что в том времени браки с иностранцами были довольно редкими, и советская власть относилась к ним с неодобрением, власти отнеслась к их браку вполне благосклонно, поскольку отец Араловой был разведчиком Первой конной армии. У Паттерсона и Араловой родилось трое сыновей — Джеймс, Том и Ллойд-младший. Сын Джеймс сыграл эпизодическую роль негритёнка в фильме «Цирк».
После распада СССР семья Араловой-Паттерсон испытывала большие материальные трудности. Когда Араловой было уже за 80, её сын Джеймс принял решение уехать в США. В 1994 году поэт вместе с матерью переехал в Вашингтон, привезя с собой несколько картин Араловой.
Умерла в США в августе 2001 года. Похоронена на Армянском кладбище в Москве рядом со вторым сыном.